# Magdalena Zorn
Magdalena Zorn (* 1984 in München) ist eine deutsche Musikwissenschaftlerin und Hochschullehrerin an der Johann Wolfgang Goethe-Universität Frankfurt am Main.

## Leben und Wirken
Zorn studierte ab 2003 Musikwissenschaften an der Universität Innsbruck. 2005 wechselte sie an die Universität Freiburg im Breisgau und studierte zusätzlich Neuere deutsche Literatur und Französische Phonetik. Noch im selben Jahr wechselte sie an die Universität München. Ab 2006 war sie zudem freie Mitarbeiterin an der Bayerischen Staatsoper und ab 2008 Leitende Musik- und Tanztheaterdramaturgin am Theater St. Gallen. In München erwarb sie 2012 mit der Magisterarbeit Die MISSA (1984 - 87) von Dieter Schnebel: Das Experiment einer Versöhnung den Magistergrad. 2014 wurde sie in München mit der Arbeit Stockhausen unterwegs zu Wagner: Eine Studie zu den musikalisch-theologischen Ideen in Karlheinz Stockhausens Opernzyklus LICHT (1977-2003) zur Dr. phil. promoviert. Anschließend war sie in München als wissenschaftliche Mitarbeiterin tätig und war ab 2015 als wissenschaftliche Koordinatorin für die „Doktorandenplattform Kunstwissenschaften“ verantwortlich. 2016 forschte Zorn als Gastwissenschaftlerin am Max-Planck-Institut für Wissenschaftsgeschichte, wo sie das Forschungsprojekt The Implicit Listener zur Geschichte des Hörens leitete. Nach ihrer Rückkehr an die Universität München wurde Zorn 2016 am Institut für Musikwissenschaft zur Akademischen Rätin auf Zeit ernannt. Nach einem dreimonatigen Forschungsaufenthalt an der Universität Paris III von April bis Juli 2018 schloss sie im Juli 2020 in München ihre Habilitation ab und erhielt die Venia legendi für Musikwissenschaft.
Im Herbst 2020 unternahm Zorn einen weiteren Forschungsaufenthalt in Frankreich am Institut de recherche et coordination acoustique/musique. Seit April 2022 hat sie an der Universität Frankfurt am Main den ordentlichen Lehrstuhl für Musikwissenschaft: Musik des 20. und 21. Jahrhunderts, Medien und Ästhetik inne. Seit 2023 ist sie geschäftsführende Direktorin am Institut für Musikwissenschaft der Universität Frankfurt am Main.

## Forschungsschwerpunkte
Zorns Forschungsschwerpunkte liegen entsprechend der Ausrichtung ihres Lehrstuhls in der Musik des 20. und 21. Jahrhunderts. Auch das Musiktheater, die Musikästhetik und die Musikphilosophie bilden einen Gegenstand ihrer Forschung. Außerdem erforscht sie die Inspiration, vor allem den Traum. Interdisziplinär forscht Zorn zur Intermedialität und war Mitglied zu Forschungsprojekten zur Empathie. In aktuellen Forschungsprojekten befasst sie sich mit den Themen Aneignung und Eigentum in der Musik, Akustische Ökologien und Das Fragment in der Musik.